# Los santos inocentes (novel·la)
Los santos inocentes és una novel·la de Miguel Delibes publicada l'any 1981, que està ambientada als terrenys d'una hisenda d'Extremadura a la dècada del 1960.

## Argument
Una família de pagesos formada per en Paco, la Régula i els seus quatre fills, Nieves, Quirce, Rogelio i Charito (la niña chica), viuen en una humil cada al servei dels senyors de la hisenda. Treballen, obeeixen i suporten humiliacions dels seus amos sense cap queixa. L'únic anhel de la família és que els seus fills estudiin perquè millorin les seves condicions de vida. La Charito, la filla més gran, anomenada per tots La Niña Chica, pateix paràlisi cerebral i està confinada a casa, estirada al llit o en braços d'algun dels habitants.
A la família aviat se li suma la presència d'Azarías, el germà de Régula, que ve a viure amb ells quan és acomiadat d'una hisenda propera. Azarías és un personatge innocent, amb dificultats cognitives i que sent una gran estima per una cria de gralla a la qual anomena la Milana Bonita.
La vida a la hisenda segueix la mateixa rutina de sempre: uns manen i els altres obeeixen; tenen lloc esdeveniments familiars, caceres i festes a la casa gran. En una d'aquestes caceres el señorito Iván mata amb la seva escopeta a la gralla d'Azarías, el que acaba provocant una resposta per part d'aquest últim, que acaba penjant al señorito.
Los santos inocentes és una denúncia moral contra el latifundisme, la injustícia social que provoca i les conseqüències que té sobre la vida dels individus, és a dir, la brutal jerarquització de la societat que provoca la seva deshumanització.

## Temes principals de la història
Els principals temes de la novel·la de Delibes són:
- L'opressió dels pagesos per part dels senyors.
- El menyspreu i la manca d'atenció cap als servents de les classes socials acomodades.
- La incultura generalitzada que patien les classes baixes de l'època.
- La ressignació dels membres de les classes socials més baixes a acceptar una suposada condició inferior, gairebé animal.
- La cacera.
- El tracte cap a la discapacitat intel·lectual i física, moderada o profunda, així com la integració d'aquestes persones a la societat rural de l'Espanya franquista.

## Personatges
A les novel·les de Delibes apareixen dos tipus de personatges: els senzills, que són purs, innocents i íntegres, cap els quals es pot sentir simpatia, i els inautèntics, que són gent acomodada i orgullosa, preocupada per les aparences i que poden causar rebuig.